# 加藤典洋
加藤 典洋（かとう のりひろ、1948年（昭和23年）4月1日 - 2019年（令和元年）5月16日）は、日本の文芸評論家、早稲田大学名誉教授。
講談社ノンフィクション賞、小林秀雄賞選考委員。
『「アメリカ」の影』(1985年)で注目される。文学、政治、歴史認識と広く戦後日本の社会を独自の視点で考察。著書に『敗戦後論』(1997年)、『日本の無思想』(1999年)、『言葉の降る日』(2016年)、『敗者の想像力』(2017年)などがある。

## 来歴・人物
山形県山形市出身。山形県立山形東高等学校を経て、1972年東京大学文学部仏文学科を卒業。1985年に『アメリカの影』でデビューする。
雑誌『思想の科学』に1980年代からかかわり、第八次『思想の科学』（1993-1996）の編集委員をつとめた。
現代文学・思想史・政治・歴史認識と幅広く発言。2019年5月16日に肺炎のため死去した。

## 職歴
- 国立国会図書館職員（1978年から1982年はモントリオール大学東アジア研究所に派遣）
- 1986年 - 明治学院大学国際学部助教授
- 1990年 - 2005年3月 同 教授
- 2005年4月 - 2014年3月 早稲田大学国際教養学部教授

## 受賞歴
- 1997年、『言語表現法講義』で第10回新潮学芸賞。
- 1998年、『敗戦後論』で第9回伊藤整文学賞評論部門。
- 2004年、『テクストから遠く離れて』と『小説の未来』で第7回桑原武夫学芸賞。

## エピソード
- 1995年に『群像』誌上で「敗戦後論」を発表。日本の戦後をどう認識するかを問いかけた。日本の侵略や植民地支配によるアジア地域等の被害者に謝罪する主体、すなわち「日本人」という主体が欠如しつづけているという議論を展開した。そのうえで、具体的方策の一つとして、日本人に対する日本人自らによる弔いの必要を唱えた。これらは歴史認識に於いて右派のそれと真っ向から対立しており、強い批判を受けた。一方高橋哲哉などの左派からも戦後清算の方法論がナショナリズム的に過ぎるとして批判を浴び、言論界に論争を巻き起こした。1997年には論考をとりまとめ加筆訂正のうえ『敗戦後論』を刊行した。2007年5月には、憲法記念日を直前にして、憲法「選び直し」の論をさらに深めた論文「戦後から遠く離れて」を『論座』6月号に発表している。
- 『日本の無思想』は丸山眞男の『日本の思想』、『テクストから遠く離れて』は蓮實重彦の『小説から遠く離れて』のパロディである。
- 漫画『寄生獣』を大学のテキストに使用していたが、漫画論は書いていない。
- ゴジラの大ファンで、語らせると止まらない。
- 奥田民生やスガシカオらのファン。特に奥田はJ-POPに関心を持つようになったきっかけを与えてくれたシンガーソングライターと述べている[3]。
- 小説家の高橋源一郎や文芸評論家の神山睦美と親交が深かった。
- 英語は苦手で、早稲田大学国際教養学部に赴任する前に、学生と一緒になってアメリカで英語の猛特訓を受けた。
- ポストモダン系の思想家（柄谷行人や浅田彰等）に対しては、西洋思想の輸入者であり独自性がないとして、かなり批判的であった。
- 晩年は同様にポストモダニズムの思想を批判している哲学者竹田青嗣に共通する思索活動を展開していた。
- 2010年よりニューヨーク・タイムズで英文記事を執筆していた。

## 著作

### 単著
- 『アメリカの影』（河出書房新社 1985年）、講談社学術文庫 1995年、講談社文芸文庫 2009年
- 『批評へ』（弓立社 1987年）
  - 新編『新旧論　三つの「新しさ」と「古さ」の共存』講談社文芸文庫、2024年
- 『君と世界の戦いでは、世界に支援せよ』（筑摩書房 1988年）
- 『日本風景論』（講談社 1990年）、講談社文芸文庫 2000年
- 『ゆるやかな速度』（中央公論社 1990年）
- 『ホーロー質』（河出書房新社 1991年） 
  - 『「天皇崩御」の図像学 ― 『ホーロー質』より』（平凡社ライブラリー 2001年）
- 『日本という身体 ―「大・新・高」の精神史』（講談社選書メチエ 1994年）、河出文庫 2009年
- 『なんだなんだそうだったのか、早く言えよ。 ヴィジュアル論覚え書』（五柳書院 1994年）
- 『この時代の生き方』（講談社 1995年）
- 『言語表現法講義』（岩波書店 1996年）
- 『敗戦後論』（講談社 1997年）、ちくま文庫 2005年、ちくま学芸文庫 2015年
- 『みじかい文章―批評家としての軌跡』（五柳書院 1997年）
- 『少し長い文章 ―現代日本の作家と作品論』（五柳書院 1997年）
- 『可能性としての戦後以後』（岩波書店 1999年）、岩波現代文庫 2020年
- 『日本の無思想』（平凡社新書 1999年）、増訂版・平凡社ライブラリー、2015年
- 『戦後的思考』（講談社 1999年）、講談社文芸文庫、2016年
- 『日本人の自画像』（岩波書店 2000年）、岩波現代文庫、2017年
- 『ポッカリあいた心の穴を少しずつ埋めてゆくんだ』（クレイン 2002年）
- 『テクストから遠く離れて』（講談社 2004年）、講談社文芸文庫 2020年
- 『小説の未来』（朝日新聞社 2004年）、講談社文芸文庫 2023年
- 『語りの背景』（晶文社 2004年）
- 『僕が批評家になったわけ』（岩波書店 2005年）、岩波現代文庫、2020年
- 『村上春樹論集 1・2』（若草書房　2006年）
- 『考える人生相談』（筑摩書房　2007年）
- 『太宰と井伏　ふたつの戦後』（講談社　2007年）、新編・講談社文芸文庫、2019年
- 『何でも僕に訊いてくれ―きつい時代を生きるための56の問答』（筑摩書房　2008年）
- 『文学地図－大江と村上と二十年』（朝日選書　2008年）
- 『さようなら、ゴジラたち―戦後から遠く離れて』（岩波書店　2010年）
- 『耳をふさいで、歌を聴く』（アルテスパブリッシング　2011年）
- 『村上春樹の短編を英語で読む1979〜2011』（講談社　2011年）
- 『小さな天体―全サバティカル日記』（新潮社　2011年）
- 『3.11　死に神に突き飛ばされる』（岩波書店　2011年）
- 『人類が永遠に続くのではないとしたら』新潮社、2014年。講談社文芸文庫、2024年
- 『戦後入門』ちくま新書、2015年
- 『村上春樹は、むずかしい』岩波新書、2015年
- 『日の沈む国から 政治・社会論集』岩波書店、2016年
- 『世界をわからないものに育てること―文学・思想論集』岩波書店、2016年
- 『言葉の降る日』岩波書店、2016年
- 『敗者の想像力』集英社新書、2017年
- 『もうすぐやってくる尊皇攘夷思想のために』幻戯書房、2017年。増補版・岩波現代文庫、2023年
- 『9条入門』創元社「戦後再発見」双書、2019年
- 『大きな字で書くこと』岩波書店、2019年。岩波現代文庫、2023年
- 『詩のようなもの　僕の一〇〇〇と一つの夜』私家版、2019年
- 『オレの東大物語 1966~1972』集英社、2020年
- 『村上春樹の世界』講談社文芸文庫、2020年。新編
- 『9条の戦後史』ちくま新書、2021年。遺著

### 講演
- 『加藤典洋の発言（1）空無化するラディカリズム』（海鳥社 1996年）
- 『加藤典洋の発言（2）戦後を超える思考』（海鳥社 1996年）
- 『加藤典洋の発言（3）理解することへの抵抗』（海鳥社 1998年）
- 『戦後を戦後以後、考える―ノン・モラルからの出発とは何か』 （岩波ブックレット 1998年）
- 『ふたつの講演―戦後思想の射程について』（岩波書店 2013年）
- 『どんなことが起こってもこれだけは本当だ、ということ。幕末・戦後・現在』（岩波ブックレット 2018年）

### 編著
- 『イエローページ村上春樹 ―― 作品別 (1979-1996)』（荒地出版社, 1996年）
- 『イエローページ村上春樹 Part 2 ―― 作品別 (1995-2004)』（荒地出版社, 2004年）
  - 新編『村上春樹イエローページ 1・2・3』（幻冬舎文庫, 2009年）
- 『昭和Ⅱ 日本の名随筆 別巻98』作品社, 1999年
- 『読書は変わったか？』〈別冊・本とコンピュータ〉大日本印刷, 2002年

### 共著
- （笠井潔、竹田青嗣）『村上春樹をめぐる冒険〈対話篇〉』河出書房新社、1991年
- （竹田青嗣）『世紀末のランニングパス 1991-92』（講談社 1992年）。新版『二つの戦後から』ちくま文庫 1998年
- （橋爪大三郎・竹田青嗣）『天皇の戦争責任』（径書房 2000年）
- （多田道太郎・鷲田清一）『立ち話風哲学問答』（朝日新聞社 2000年）
- （鶴見俊輔・黒川創）『日米交換船』（新潮社 2006年）
- （鶴見俊輔）『創作は進歩するのか』（編集グループSURE 2006年）
- （黒川創）『考える人・鶴見俊輔』（弦書房ブックレット 2013年）
- （高橋源一郎）『吉本隆明がぼくたちに遺したもの』（岩波書店 2013年）
- （中尾ハジメ）『なぜ「原子力の時代」に終止符を打てないか』編集グループSURE、2014年
- 『対談　戦後・文学・現在』而立書房 2017年
- 『白井晟一の原爆堂―四つの対話』晶文社 2018年、聞き手白井昱磨

他は岡﨑乾二郎、五十嵐太郎、鈴木了二

## その他
訳書
- テッド・エスコット(Ted Escott)『モネ・イズ・マネー Monet is money』朝日新聞社, 1988年

作家論
- 『戦後的知と「私利私欲」―加藤典洋的問いをめぐって』小路田泰直編、柏書房, 2001年
- 與那覇潤 『江藤淳と加藤典洋―戦後史を歩きなおす』文藝春秋, 2025年